# Autocar Company
Autocar Company est une entreprise de construction de voitures et d'utilitaires légers qui s'est graduellement spécialisée dans la construction de camions. La compagnie fut achetée par White Motor en 1953. La compagnie fait présentement partie du conglomérat Grand Vehicle Works Holdings.

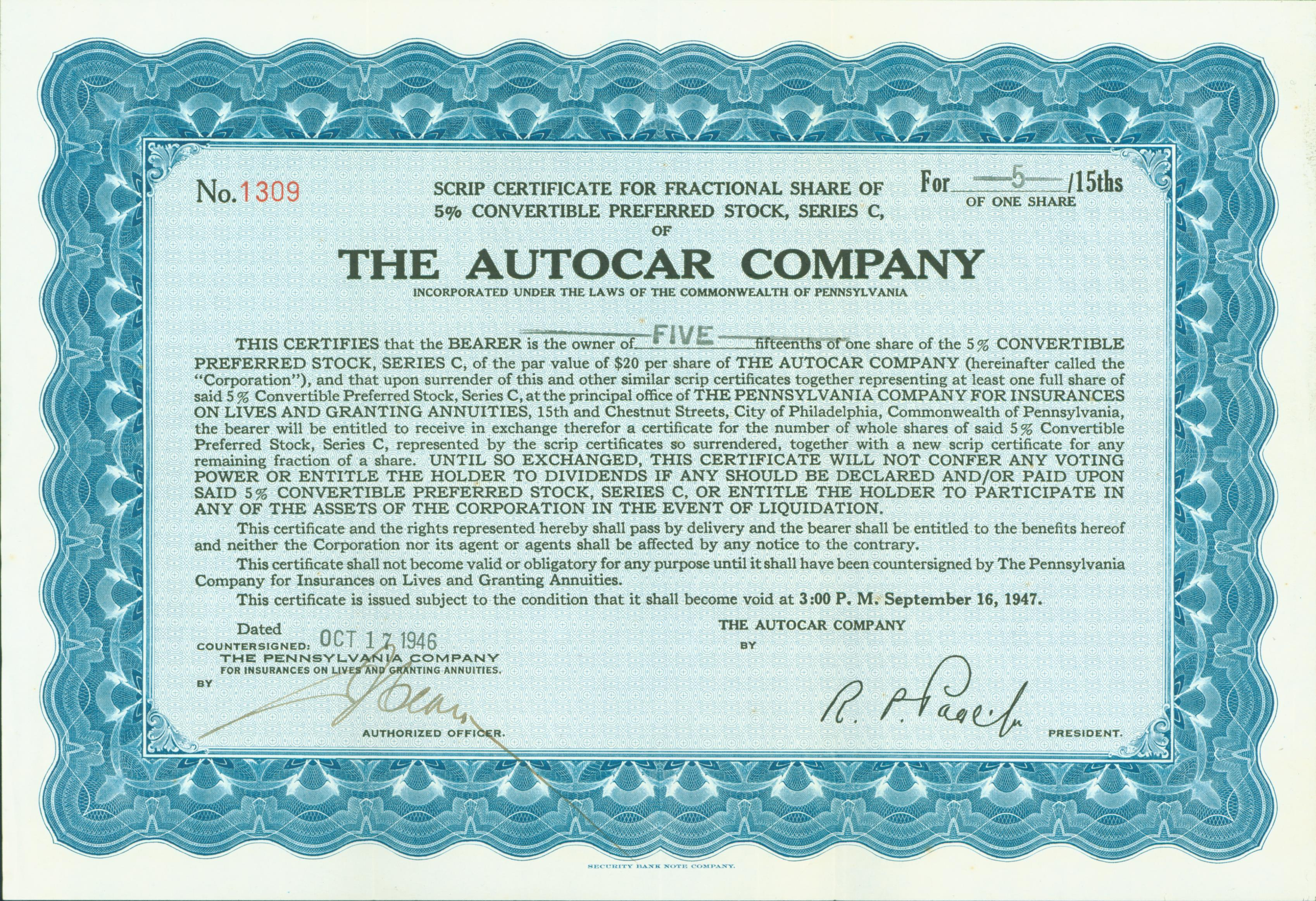
Script Certificate de l'Autocar Company en date du 17 octobre 1946

## Histoire
En 1897, Louis S. Clarke avec son frère John, fonda la Pittsburgh Motor Vehicule Co. pour construire des voitures et des utilitaires légers, à Ogden, Utah, États-Unis. Et deux ans plus tard, craignant que le nom de la firme ait une consonance trop provinciale, Clarke décida de le changer en Autocar Company.

Autocar 12HP Tourer 1903

Autocar 12HP Tonneau 1904

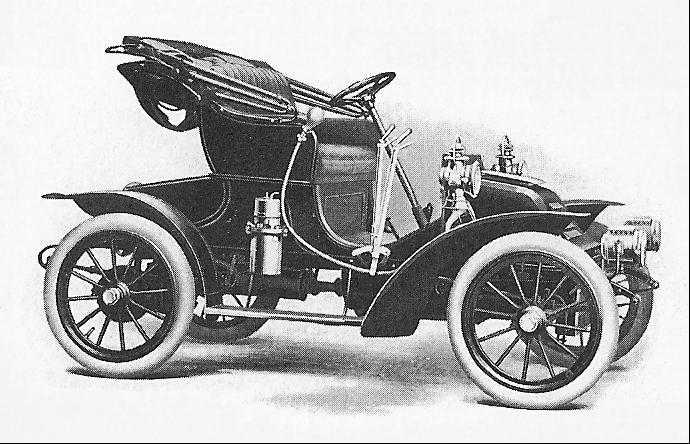
1908 Autocar

En 1908, apparut un camion à cabine avancée, le XVIII. Ce véhicule rudimentaire, à arbre de transmission, était très solidement construit.
En 1909, un autre camion fut créé, une version longue, le XXIU, avec le moteur sous le plancher et fut produit jusqu'en 1926.
En 1911, la firme arrête la production de voiture.
En 1919, apparut le modèle 26, pour une charge utile de 5 tonnes.
En 1929, une nouvelle gamme de camions à capot fut lancée, dont le plus grand était un six-roues à moteur Diesel de 6 cylindres, les charges utiles allaient jusqu'à 7.5 tonnes.
Dans les années 1930, Autocar construisit une vaste gamme de poids moyens et de poids lourds pour des charges utiles de 3 à 12 tonnes.
En 1937, deux modèles furent lancés, un camion de chantiers 4x4, le DC10044, et le UD, un camion à cabine avancée.
En 1948, un nouveau camion apparut le DC100TN avec le choix de moteurs 6 cylindres au diesel Cummins ou essence.
En 1953, White Motor racheta Autocar, qui subit des problèmes financiers, tout en gardant son nom, la production fut transférée à une nouvelle usine à Exton, Pennsylvanie. À partir de cette époque, la firme se concentra sur les camions de chantiers construits "sur mesure" selon les besoins de chaque client, et le nom devint synonyme de camion très puissant, pour le transport du bois, l'exploitation minière et les transports hors norme.
En 1958, le modèle A7564T apparut. Avec des moteurs diesel Cummins et Caterpillar, de 6 cylindres, de 11 et 12 litres, et de puissance de 195 à 335 chevaux. Avec des boîtes de transmission manuelles Fuller à cinq et dix rapports. sur des tracteurs 6x4, et une charge utile de 16 tonnes.
En 1978, de nouveaux modèles apparurent, comme le Construcktor 2, avec une cabine Road Boss, un moteur de 435 chevaux et 34 tonnes de charge utile. Ce camion fut fabriqué jusqu'en 1985.
En 1981, White fut rachetée par Volvo et les camions Autocar continuèrent à être produits par le nouveau propriétaire. Un autre camion le AT64F fut lancé, destiné pour les longues distances.
En 1987, une nouvelle gamme de camions, conçus pour l'industrie du bâtiment, fut inaugurée et proposée en version de : 4x2, 4x4, 6x4, 6x6 et 8x4.
En 2001, Volvo Trucks prit le contrôle de Renault Trucks et par le fait même de
Mack Trucks. Mais l'entreprise fut forcée par la justice américaine de céder Autocar à une nouvelle compagnie : Grand Vehicle Works Holdings, et la production dut être transférée dans une autre usine située à Hagerstown, dans l'Indiana, par la suite la société se spécialisa en construisant des camions avec des cabines surbaissées, pour des livraisons urbaines et des services municipaux.